# Kenneth Karskov
Kenneth Karskov (født 18. januar 1975) – også kendt som Kenneth K. – er en dansk journalist med fast tilknytning til Danmarks Radio P4.
Han er bedst kendt som vært på radioprogrammet Musikquizzen, som han har bestyret siden januar 2006.  

## Karriere
Karskov har været på DR siden 2001 som studievært på DR P3 indtil 31. december 2018, og derefter på DR P4. Han har bl.a. lavet programmer som Go'morgen P3, Sport på 3'eren, Liga på P3 og Kend Din Klassiker. 
Karskov er forfatter til to brætspil. Det første Musikquizzen brætspil udkom i 2013 med 2.100 musikspørgsmål fordelt på fem kategorier. I 2022 udkom et nyt Musikquizzen brætspil med 1.350 musikspørgsmål fordelt i seks forskellige kategorier . Samtlige spørgsmål i begge brætspil er forfattet af Karskov. 
Kenneth Karskov er uddannet B.A. i kinesisk fra Københavns Universitet og taler mandarin kinesisk samt thai. Han har tidligere boet i både Beijing og Xiamen i Kina samt i Bangkok. 
Karskov startede sin radiokarriere i 1991. Han har været tilknytter Radio VLR i Taastrup, The Wave i Helsingør samt i en kort periode The Voice.
Karskov besidder også en stor viden om rejser, luftfart og hoteller. Han er flittig freelance skribent indenfor rejsejournalistik for bl.a. Berlingske, Jyllands-Posten, Århus Stiftstidende,Jyske Vestkysten m.fl.
Han er medstifter af søgemaskinen Viviro.com og forfatter af bloggen Flybranchen.dk med analyser af og kommentarer til dansk og international luftfart. Han er ofte citeret af danske medier indenfor emnerne flyrejser, flyselskabernes gebyrer og kundernes oplevelse af luftfarten.